# ريجنالد سميث (لاعب هوكي الجليد)
ريجنالد سميث (بالإنجليزية: Hooley Smith)‏ (و. 1903 – 1963 م) هو لاعب هوكي الجليد كندي، ولد في تورونتو، شارك في الألعاب الأولمبية الشتوية 1924، توفي في مونتريال، عن عمر يناهز 60 عاماً.
.

## جوائز
حصل على جوائز منها:
- كأس ستانلي.

## روابط خارجية
- ريجنالد سميث على موقع دوري الهوكي الوطني (الإنجليزية)
- ريجنالد سميث على موقع EliteProspects.com (الإنجليزية)
- ريجنالد سميث على موقع Eurohockey.com (الإنجليزية)
- ريجنالد سميث على موقع HockeyDB.com (الإنجليزية)
- ريجنالد سميث على موقع Hockey-Reference.com (الإنجليزية)
- ريجنالد سميث على موقع أوليمبيديا (الإنجليزية)